# Čađavica Srednja (miasto Bijeljina)
Čađavica Srednja (cyr. Чађавица Средња) – wieś w Bośni i Hercegowinie, w Republice Serbskiej, w mieście Bijeljina. W 2013 roku liczyła 533 mieszkańców.